# Hank Marr
Hank Marr (* 30. Januar 1927 in Columbus (Ohio) als Henry Lee Marr; † 16. März 2004 ebenda) war ein Pianist und später Organist, der zunächst im Rhythm & Blues, dann im Soul Jazz und Hard Bop hervortrat.

## Leben und Wirken
Marr spielte zunächst als Autodidakt auf dem Klavier eines Nachbarn. Nachdem er die Highschool absolviert hatte, ging er 1947 zur Armee, wo er in einer Army Combo Band spielte. Dann tourte er als Pianist mit Charlie Brantley and the Honeydippers (nach anderen Quellen mit Joe Liggins und dessen gleichnamiger Band). Zwischen 1951 und 1954 studierte er klassische Musik an der Ohio State University. Er gehörte dann zur Band von Rusty Bryant (in der er zeitweise Nancy Wilson begleitete). 1957 wechselte er unter dem Einfluss von Jimmy Smith zur Orgel. In den 1960er Jahren leitete er ein eigenes Trio, dem zeitweise George Adams und James Blood Ulmer angehörten. 
Mit diesem Trio hatte Marr zwei kleinere Hits, Greasy Spoon (U.S. No. 101, 1964) und Silver Spoon (U.S. No. 134, 1965) und damit war er auch in Kanada und Deutschland auf Tournee. Von 1968 bis 1978 war er musikalischer Leiter der Show des Komikers George Kirby, mit dem er auf Tournee war. 1981 wurde er Associate Professor an der Ohio State University; auch gehörte er nun dem Columbus Jazz Orchestra an, mit dem er mehrere Alben einspielte. Weiter war er für Jamey Aebersold auf dessen Jazz Camps tätig und spielte für diesen mehrere Lehr-CDs ein.
Marr war ferner im Duo mit Floyd Smith tätig und nahm mit Esther Phillips, Charles Brantley, Julian Dash, Rusty Bryant, Clifford Scott, Kevin Dean und Tim Cummiskey auf. Am 12. August 1990 ehrte ihn seine Vaterstadt als einen ihrer bedeutenden Söhne mit dem Marvelous Hank Marr Day.

## Diskographische Hinweise
- Greasy Spoon (King Records 1962)
- Latest Teentime Dance Steps (King 1962)
- Live at the Club 502 (King 1963)
- Sounds from the Marr-ket Place (King 1964; mit George Adams und James Blood Ulmer)
- Groovin’ it (Double Time 1996)
- Hank and Frank (mit Frank Foster) (Double Time 1997)
- Blues’n & Cruisin’ (Double Time 2001; mit Jamey Aebersold, Gene Walker, Wilbert Longmire, Jim Rupp)